# برادفورد (ایلینوی)
برادفورد (به انگلیسی: Bradford) یک منطقهٔ مسکونی در ایالات متحده آمریکا است که در ایلینوی واقع شده‌است. برادفورد ۱٫۰۳ کیلومتر مربع مساحت و ۶۷۶ نفر جمعیت دارد.